# Activité physique

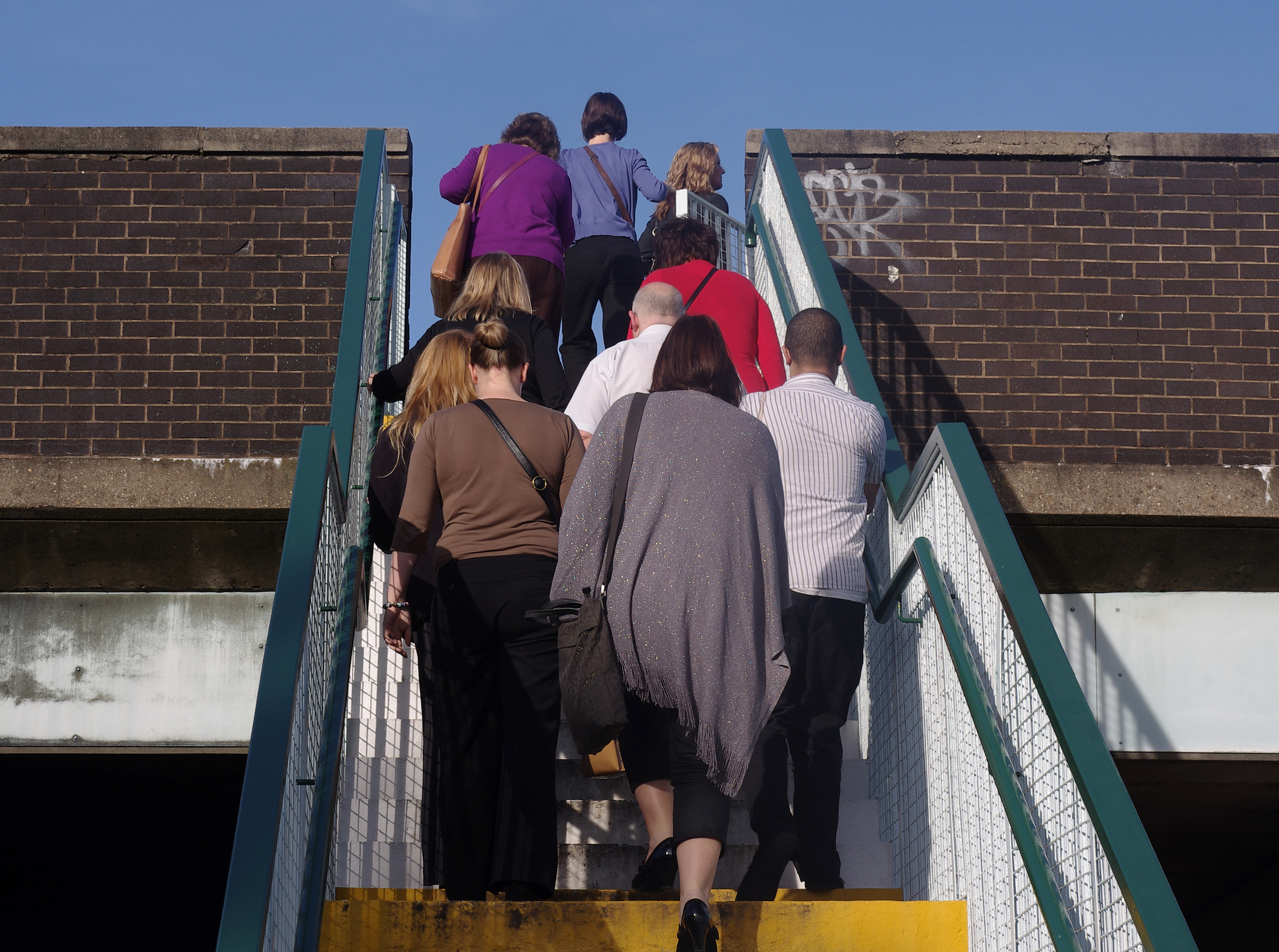
L'activité physique ne se réduit pas au sport mais recouvre également des activités quotidiennes comme la marche ou l'usage des escaliers.

L'activité physique regroupe à la fois l'exercice physique de la vie quotidienne (à la maison, lors du jardinage, des courses et autres ravitaillements, lors du travail, de la marche, de l'usage des escaliers, des déplacements et des modes de transport actifs), l'activité physique de loisirs, et la pratique sportive. Selon l'OMS, le sport est ainsi un « sous-ensemble de l'activité physique, spécialisé et organisé ».
Outre la régularité et la fréquence de l'exercice, trois paramètres semblent importants lors de l'exercice : la quantité d'énergie dépensée en mode aérobie, le pic d'intensité de l'effort et la durée de l'effort. 30 minutes d'exercices par jour durant 5 jours apportent autant de bénéfice que 3 séances de 10 minutes espacées de 4 heures dans chaque journée, 5 jours par semaine.

## Historique
Des preuves paléontologiques montrent que l'homme préhistorique en dépit d'une activité physique intense connaissait la maladie et vivait bien moins longtemps que nous.
Depuis plusieurs millénaires, avec la sédentarisation et les progrès de la santé, l'espérance de vie a régulièrement progressé, mais l'espérance de vie en bonne santé semble donner des signes de recul (notamment attribués à une dégradation de l’environnement, de l'alimentation et à une sédentarité excessive).
L'activité physique est pratiquée par les armées pour entraîner leurs soldats et par les sportifs des jeux olympiques depuis l'antiquité grecque au moins.
Hippocrate (460 av. J.-C. - 377 av. J.-C.) affirmait déjà à cette époque que le manque d'activité physique était préjudiciable pour la santé.
Au XVIIIe siècle, le médecin italien Bernardino Ramazzini note que les messagers, se déplaçant alors en courant, ne présentent pas les mêmes problèmes de santé que les travailleurs sédentaires tels que les tailleurs ou les cordonniers.
Les premières études scientifiques quantitatives portant sur l'intérêt de l'exercice physique pour la santé ne datent cependant que du début des années 1950, avec le travail de Morris & al (1953) basé sur une population d'employés du transport londonien (travail conduit durant les pires périodes de smogs londoniens) et mettant en évidence un excès de décès par maladie coronarienne chez les travailleurs sédentaires comparativement aux travailleurs physiquement plus actifs.
Elles ont ensuite notamment porté sur les effets du sport ou de l'activité sur les muscles, le système circulatoire, pulmonaire, cardiovasculaire et endocrinien ou encore sur le sommeil et l'humeur ou le risque de dépression à différents âges de la vie.
Depuis les années 1990 la sédentarité physique est considérée par la médecine comportementale comme un facteur de risque cardiovasculaire.
Les premières recommandations médicales (à visées thérapeutiques) ne datent aux États-Unis que de 1995 notamment produites par l'American College of Sports Medicine (ACSM).
S.N Blair (médecin du sport) estime en 2009 que le manque d'activité physique pourrait devenir le premier problème de santé publique au XXIe siècle.

## Statistiques
En 2008, moins de 50 % des adultes américains avaient un niveau d'activité physique tel que recommandé.

## Niveaux d'activité physique bénéfique pour la santé: recommandations
L'acronyme HEPA (pour health enhancing physical activity) désigne l'activité physique bénéfique pour la santé (APBS).

### Adultes (18 à 65 ans)

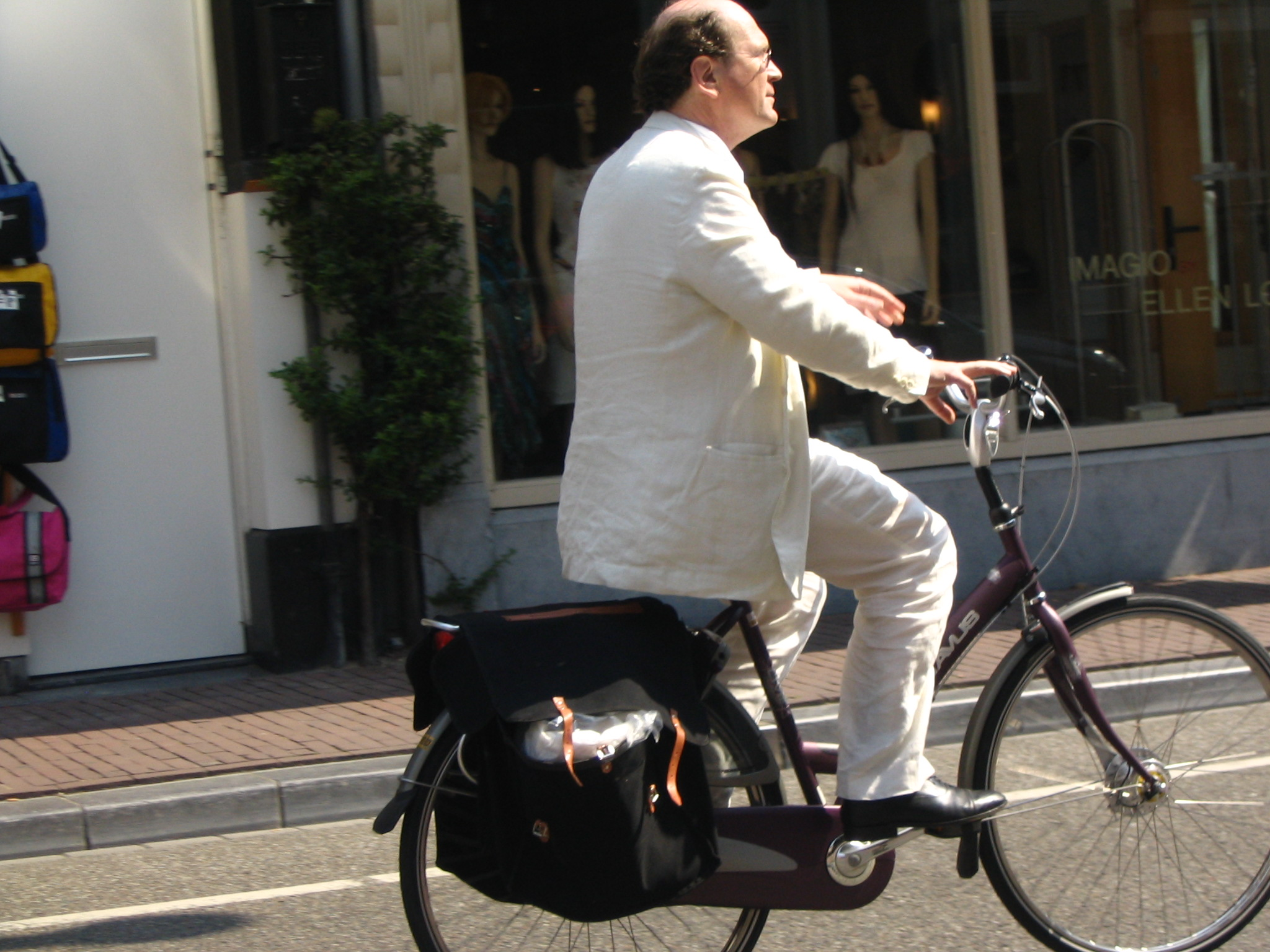
Le vélo est un moyen de déplacement actif, permettant facilement un exercice modéré de 30 min par jour

L'Organisation mondiale de la santé recommande un minimum de 2 h 30 d'activité physique aérobie d'intensité modérée par semaine chez l'adulte en bonne santé.
Cependant, une activité plus courte (15 min par jour) diminue déjà significativement le risque de survenue de maladies cardiovasculaires quels que soient l'âge et le sexe, par rapport à l'absence totale d'activité.

### Femmes et sports
La pratique d'activité physique est désormais importante, voire essentielle pour être en bonne santé physique et psychique. que ce soit pour les femmes ou pour les hommes. chez les femmes, les changements corporels et hormonaux demandent des adaptations particulières.[évasif] En revanche ce n'est plus une affaire d'hommes, l'activité sportive féminines est de plus en plus présente dans les différents milieux sportifs.

### Enfants et adolescents
L’activité physique chez les enfants favorise une croissance et un développement sains.
En étant actif et en bougeant, l’enfant maîtrise des d’habiletés pour faire travailler ses muscles[incompréhensible].
Il développe ainsi sa force, sa puissance et son endurance.
Aussi, plusieurs avantages à court et à long terme seraient identifiés grâce à celle-ci.
Parmi ceux-ci se retrouve le développement des os.
Effectivement, l’activité physique lors de l’enfance et de l’adolescence permet la maximisation de l’accumulation de minéraux dans les os. Cette accumulation déterminera par la suite le pic de masse osseuse que celui-ci atteindra à l'âge adulte. Par la suite, l’activité physique va favoriser le maintien d’un poids santé.
En effet, la pratique de celle-ci régulièrement permet de lutter contre l’obésité.
Par ailleurs, cette maladie présente une grande hausse de cas chez les enfants et les adolescents.
Pratiquer une activité physique maximiserait les chances de contrer l’obésité grâce à la dépense calorique[source insuffisante].
De plus, un niveau de vie actif chez les adolescents permettrait de réduire les chances de développer certaines maladies chroniques telles que le diabète de type 2.
Cela s’expliquerait grâce à une grande sensibilité à l’insuline grâce à la pratique d’activité physique régulière.
Ensuite, la pratique d’activité physique chez les adolescents apporterait plusieurs bienfaits et avantages sur leur santé mentale et émotionnelle.
Effectivement, la pratique de celle-ci sur une base régulière permettrait une certaine réduction de l’anxiété et de symptômes de la dépression.
Aussi, elle permettrait d’augmenter l’estime de soi des jeunes et offrirait une meilleure capacité à lutter contre le stress au quotidien.
Par la suite, pratiquer l’activité physique, notamment les sports d’équipes, lors de l’adolescence, pourrait avoir une grande influence sur leurs résultats scolaires.
Ceci leur donnerait un plus grand sentiment d’appartenance, ce qui aurait tendance à amener plusieurs bienfaits académique[source insuffisante].
Les précisions manquent.
Les consensus sont en faveur de 60 minutes par jour, intensité modérée à élevée lors de sports, jeux, ou d'activités de la vie quotidienne.

### Après 65 ans

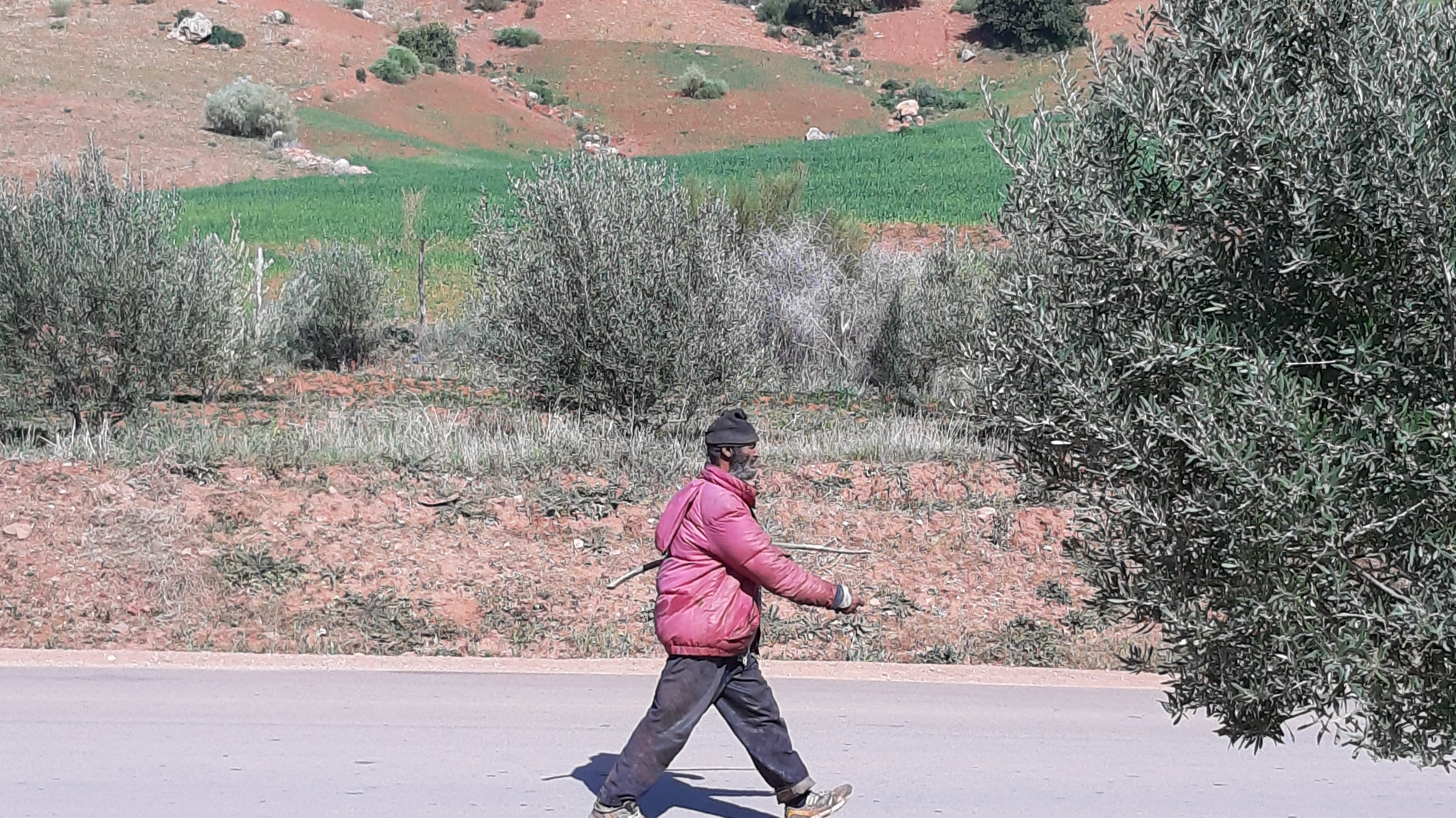
Un marcheur au Maroc.

L'activité physique est considérée à ces âges comme bénéfique, mais doit être prudente et adaptée à la condition physique de la personne.
Des recommandations ont été publiées en 2007 par l'American College of Sports Medicine Association et l'American Heart Association . Outre un suivi médical, il est souvent recommandé de diversifier les activités et de les préparer par un renforcement musculaire et des assouplissements ; des exercices spécifiques d'équilibre sont utiles.

## Quantification

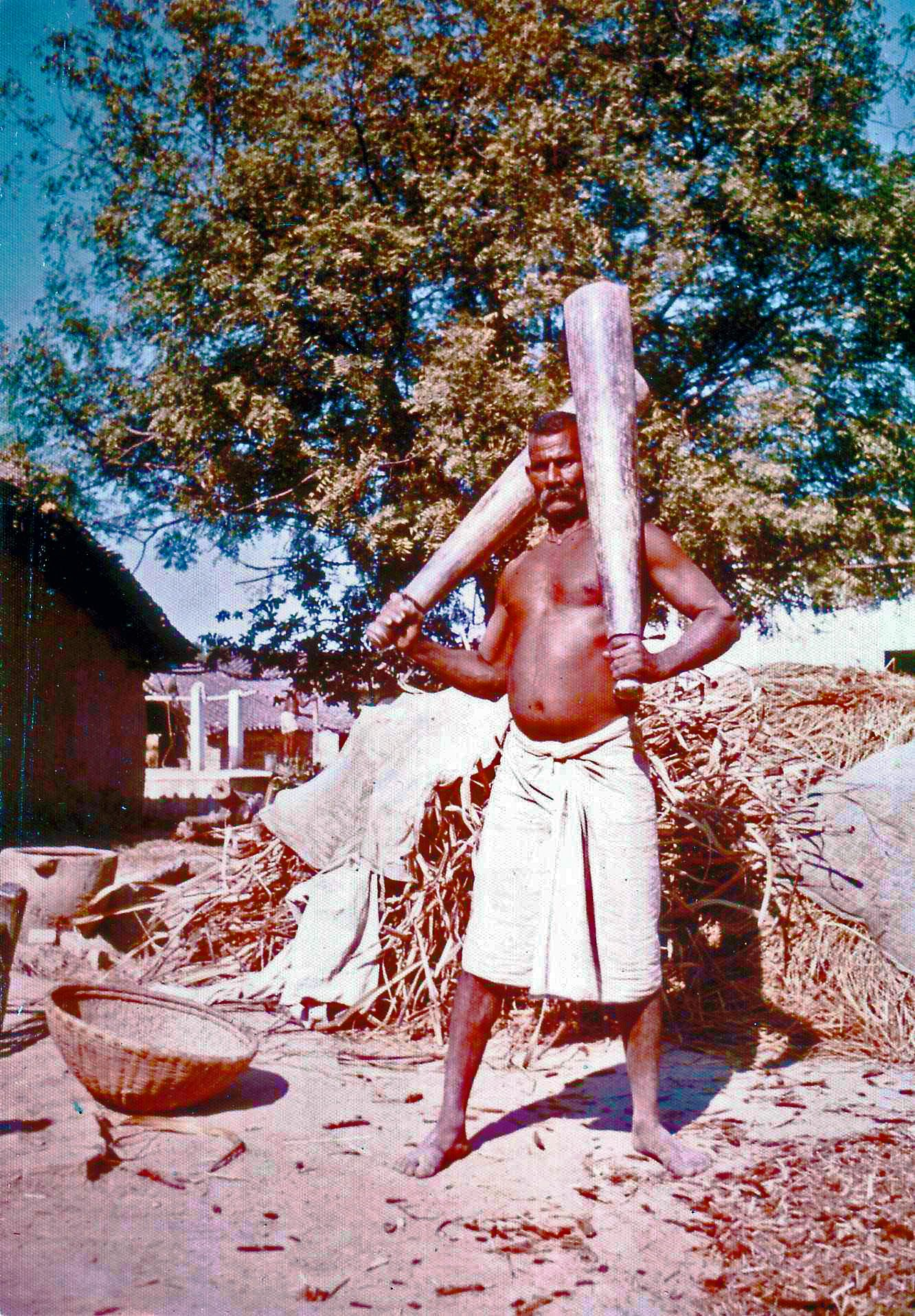
Activité physique d'un combattant indien près de Bénarès.

Elle dépend du type de l'activité, de son intensité et de sa durée.
Elle peut être quantifiée en énergie dépensée (sous forme de calories), en MET (« metabolic equivalent »). un MET à 1 correspond à une consommation énergétique au repos. Un MET à 2 correspond par conséquent à une consommation énergétique doublée par rapport à celle au repos. Cette quantification peut être indexé sur le poids de la personne.
Selon une étude récente du département Santé de l'Université d'York publiée par la revue PLoS ONE et financée par une Fondation contre les maladies cardiaques (Heart and Stroke Foundation), la plupart des Canadiens (quels que soient leur âge, leur origine ethnique et leur classification IMC) sous-estiment l'effort à faire pour que l'exercice physique ait un bénéfice pour la santé, et ils sous-estiment l'effort nécessaire pour atteindre ce que l'OMS considère être un exercice modéré, et plus encore pour un exercice intense ; ceci même après qu'ils ont reçu des descripteurs d'intensité d'exercice couramment utilisés (rythme cardiaque par exemple).
Les lignes directrices données pour les recommandations d'activité physique dans le monde utilisent des termes généraux pour décrire l'intensité de l'exercice (déterminé par un pourcentage donné de la fréquence cardiaque maximale d'un individu). Il semble que ces termes ne soient pas compris par le public.

## Intérêt

### Exercice physique et santé du corps
La pratique d'une activité physique est l'un des facteurs souvent cités d'une bonne santé et de l'allongement de l'espérance de vie.
Elle a notamment des effets positifs sur le système cardiovasculaire, le maintien des muscles, la consommation en excès des lipides et glucides dans l'alimentation des pays développés, la lutte contre le surpoids et l'obésité, etc. Le sigle APBS (ou HEPA en anglais) désigne l'activité physique bénéfique pour la santé,.
La pratique d'une activité physique modérée, par son influence sur le système hormonal, permet également de réduire le risque de certaines maladies, tel le cancer du sein.
L'exercice physique est un des facteurs d'allongement de la durée de la vie (ou son absence est un facteur de diminution de cette durée). Une enquête sur 20 individus a été menée de 1993-2007, dont deux sont décédés en cours d'enquête, afin de déterminer l'impact du mode de vie sur l'espérance de vie. L'étude conclut que le « mode de vie idéal » - absence de tabac, consommation d'alcool égale ou inférieure à un demi verre par jour, consommation de cinq fruits et légumes par jour, exercice physique d'une demi-heure par jour - majore l'espérance de vie de 14 ans par rapport au cumul de quatre facteurs de risque. Le cumul des quatre facteurs de risque (tabac, alcool, manque de fruits et légumes et d'exercice physique) multiplie le risque de décès par 4,4, trois facteurs, de 2,5, deux facteurs de près de 2 et 1 facteur de 1,4. C'est la première fois que l'on analyse l'effet cumulé des facteurs de risque sur la mortalité,. Après 65 ans, l'activité physique peut permettre de réduire jusqu'à  75 % le risque de mortalité toutes causes confondues.
L'exercice physique est particulièrement important pour les enfants et adolescents afin de réduire les risques d’obésité et de surpoids (qui touchent notamment la France, avec en 2013 près de  20 % des enfants de 3 à 17 ans obèses ou en surpoids.
Outre la prévention des maladies cardiovasculaires, l'exercice physique semble diminuer le nombre de certains types de cancers (essentiellement cancer du sein et cancer colorectal).

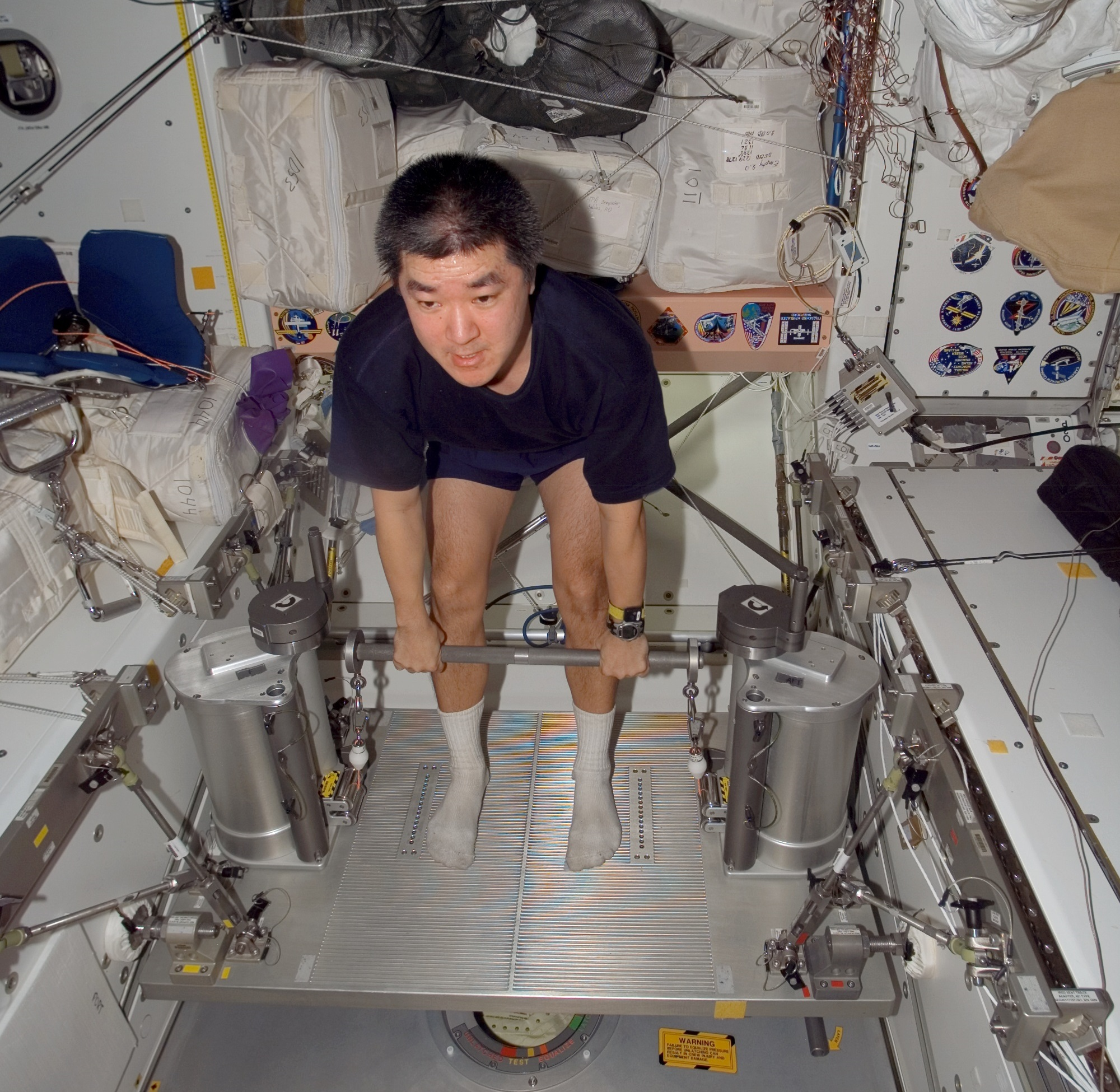
Activité physique de l'astronaute Daniel Tani dans l'espace.

L'activité physique est indispensable au maintien en bonne santé des astronautes soumis à l'apesanteur, mais elle n'empêche pas des effets physiologiques néfastes lors d'un séjour prolongé dans l'espace, qui peuvent perdurer longtemps après le retour sur Terre, voire ne jamais disparaître complètement. Pour des missions habitées de plusieurs années, il faudrait créer une pesanteur artificielle.

#### Santé cardiovasculaire
En 1968, une étude publiée par Saltin et ses collègues fait date : c'est la première à établir un lien direct entre l'activité physique et le fonctionnement cardiaque. Les auteurs de cette étude mettent en évidence que vingt jours d'inactivité complète, avec des sujets alités, diminuent à la fois la consommation maximale d’oxygène (VO2max) et le débit cardiaque maximal d'environ  26 %. Ils montrent, inversement, que huit semaines d'activité aérobie augmentent ces mêmes paramètres de 18 et  14 % respectivement.
L'un des effets les plus importants de l'activité physique sur la physiologie cardiaque est une augmentation de la VO2max. La VO2max correspond au produit du débit cardiaque maximal et de la différence artérioveineuse en oxygène (en) ; le débit cardiaque maximal étant le paramètre clé de la VO2max. L'effet d'une activité physique le plus universellement observé est une augmentation du débit cardiaque maximal.
La morphologie cardiaque est également profondément modifiée par la pratique d'une activité physique à long terme.
Il a ainsi été mis en évidence que le cœur des athlètes pratiquant des sports d'endurance était significativement plus gros.
Ces modifications concernent notamment le ventricule gauche dont les parois ainsi que le volume augmentent. En conséquence, le volume télédiastolique (volume expulsé dans la circulation systémique vers les organes) augmente alors que le volume télésystolique (volume résiduel après la contraction) diminue conduisant à une augmentation du volume d'éjection systolique, le cœur est plus efficace. Le débit cardiaque correspondant au produit de la fréquence cardiaque par le volume d'éjection systolique, l'augmentation de VO2max observée à la suite d'une activité physique est majoritairement due à l'augmentation du VES.
Les propriétés électrophysiologiques cardiaques sont également modifiées par l'activité physique, parmi celles-ci une bradycardie au repos est la plus connue. Ce phénomène résulte notamment d'une augmentation du tonus parasympathique et d'une diminution de la réponse à la stimulation adrénergique, neurotransmetteur du système nerveux sympathique.
L'activité physique augmente également la variabilité de la fréquence cardiaque, c'est-à-dire la durée séparant deux contractions cardiaques consécutives.
Enfin, la durée du potentiel d'action cardiaque est diminuée.
Une forte capacité du système cardiorespiratoire — marqueur objectif du niveau d'activité physique — est associée à une diminution de 60 à  70 % du risque de maladie cardiovasculaire.
Un mode de vie associé à une activité physique aérobie régulière augmente l'espérance de vie de trois à sept ans.

### Exercice physique et santé mentale
L'exercice physique a presque toujours été présenté comme utile au maintien et à l'amélioration de la santé mentale.
De nombreuses études ont confirmé des améliorations de l'humeur et de l'estime de soi cependant, dans les années 1990, le lien de causalité n'était pas clairement établi.
Des chercheurs ont montré que la pratique de 20 à 40 minutes d'activité aérobique assez intense par jour peut diminuer l'anxiété et améliorer l'humeur pour plusieurs heures, mais ces changements sont transitoires, surviennent surtout chez les individus ayant un niveau normal ou élevé d'anxiété, et sont limités aux formes aérobies d'exercice,,.
Les études ayant porté sur des programmes d'exercices à long terme, n'ont pas constaté d'améliorations de la santé mentale ou n'ont constaté que des effets modestes chez les individus « normaux ». Par contre des améliorations sont démontrées pour les personnes plus anxieuses et/ou dépressives et une pratique a priori « opposée » (relaxation) peut avoir des bénéfices au moins comparables pour diminuer l'anxiété. Selon les données cliniques disponibles les avantages psychologiques apportés par l'exercice sont comparables aux gains obtenus avec les formes standard de psychothérapie.
Inversement l'exercice physique uniquement pratiqué pour lui-même et de manière très intense ou compulsive, peut aussi nuire à la santé mentale, par exemple quand il entraine une dépendance excessive à l'activité physique ou sportive, alors souvent associée à des troubles de l'humeur et de la socialisation, une alimentation déséquilibrée, une anorexie ou boulimie, des comportements de dopage, voire à une détérioration de la santé physique. Chez l'athlète, le culturiste ou le joggeur un entraînement trop intense (surentraînement) peut induire une perturbation importante de l'humeur voire le syndrome de staleness (détérioration des performances physiques et intellectuelles et à des troubles du comportement, du sommeil, pouvant conduire à la dépression clinique), peut être en lien avec un dysfonctionnement du système hypothalamique. Une pratique de plus de dix heures de sport par semaine pourrait conduire à un surmenage de l'activité cérébrale.
L'exercice pratiqué sans excès et dans un contexte positif a des effets bénéfiques, ou sinon peut nuire à la santé mentale. Pour un individu en bonne santé, le bénéfice principal pourrait être la prévention, alors que pour les personnes souffrant de troubles émotionnels légers à modérés l'exercice physique a une certaine valeur thérapeutique. Quand la pratique est collective, il peut contribuer à une resocialisation ou maintenir du lien social.
Sa programmation (mode, durée, fréquence, intensité, variété, heures de pratiques, cadre…) influe sur la qualité des changements attendus en matière de santé mentale, autant d'aspects qui n'ont pas ou peu été étudiés, de même que les mécanismes biologiques et psychologiques reliant l'exercice à l'humeur et à la santé mentale.

## Promotion, sensibilisation, changements de comportement
Le manque d'activité physique serait responsable d'un décès sur dix à travers le monde, soit presque autant que le tabac et l'obésité,.
Une étude de l'ANSES en 2020 révèle que « 95 % de la population française adulte est exposée à un risque de détérioration de la santé par manque d’activité physique ou un temps trop long passé assis ». Toujours selon cette enquête, 5 % des adultes en France ont une activité physique suffisante pour protéger leur santé : les femmes sont plus exposées que les hommes à un manque d’activité physique. Plus d’un tiers des adultes français cumule un haut niveau de sédentarité et une activité physique insuffisante : en conséquence, ils sont plus exposés au risque d’hypertension ou d’obésité et ont un taux de mortalité et de morbidité plus élevés causés par des maladies cardiovasculaires et certains cancers.

## Freins à l'exercice physique
Certains handicaps et contextes psychologiques et socioculturels sont un frein à l'exercice physique.
Les nuisances sonores le sont également : une étude récente a conclu qu'une exposition chronique au bruit des transports (bruit d'avions et de véhicules au sol) peut nuire à la pratique de l’exercice régulier et ainsi à leur santé,. La baisse d’activité physique est en Suisse de  3,2 % pour chaque point sur l'échelle de gêne due au bruit. Même de faibles niveaux de nuisances sonores ont été associés à une baisse d’activité physique.
Chez la femme, une activité physique excessive peut avoir des conséquences sur le système hormonal (aménorrhée, ostéoporose et troubles de l'alimentation).